# Episodi di Ranma ½ (serie 2024)
Vengono di seguito elencati gli episodi della seconda serie televisiva d'animazione basata sul manga Ranma ½. La serie è realizzata da MAPPA ed è trasmessa su Nippon TV dal 5 ottobre 2024, per poi essere distribuita nella stessa giornata su Netflix in tutto il mondo. La precedente trasposizione audiovisiva dello stesso manga era stata distribuita in prima visione dal 1989 al 1992, e i relativi episodi sono elencati in una pagina a sé stante.

## Lista episodi
Questa lista è suscettibile di variazioni e potrebbe essere incompleta o non aggiornata.

### Stagione 1
| Nº | Titolo italiano Giapponese 「Kanji」 - Rōmaji | In onda          | In onda          |
| Nº | Titolo italiano Giapponese 「Kanji」 - Rōmaji | Giapponese       | Italiano         |
| 1  | Arriva Ranma 「らんまが来た」 - Ranma ga kita | 5 ottobre 2024   | 5 ottobre 2024   |
| 1  | Soun Tendo, proprietario di una palestra di arti marziali, attende con ansia l'arrivo del suo migliore amico Genma Saotome, finalmente di ritorno dal suo viaggio in Cina. I due uomini, infatti, hanno organizzato un matrimonio combinato tra Ranma, figlio di Genma, e una delle tre figlie di Soun, proprio per garantire il futuro della palestra. Tuttavia, a presentarsi inaspettatamente a casa Tendo non sono gli ospiti attesi, ma un panda e una ragazza, che afferma di chiamarsi proprio Ranma Saotome. Akane Tendo, la più piccola delle tre sorelle nonché la più restia all'idea del fidanzamento in quanto non sopporta i ragazzi, sfida l'ospite a un duello di arti marziali, ma viene facilmente sconfitta e propone quindi alla ragazza di diventare amiche. Più tardi, in procinto di lavarsi, Akane entra in bagno e scopre che nella vasca c'è un ragazzo; la ragazza fugge furiosa ma, mentre è alla ricerca di un oggetto con cui attaccare l'intruso, proprio quest'ultimo si presenta alla famiglia Tendo come Ranma Saotome. Calmate le acque il panda, rivelatosi in realtà essere proprio Genma, racconta che due settimane prima lui e il figlio si erano recati a Jusenkyo, un campo di allenamento composto da diversi sorgenti maledette che trasformano chi vi cade nel primo essere vivente che vi è annegato: Genma è caduto nella sorgente di un panda gigante, mentre Ranma in quella di una ragazza; da quel momento, ogni volta che si bagnano con l'acqua fredda si trasformano, e ritornano normali con quella calda. Soun, non considerando la questione un grosso problema, decide di mandare ugualmente avanti l'idea del matrimonio e le sorelle maggiori, con la scusa che ad Akane non piacciano gli uomini e che Ranma lo "sia solo per metà", lasciano a lei il ruolo di fidanzata, nonostante sia la ragazza che il ragazzo siano fortemente contrari. |                  |                  |
| 2  | Odio i ragazzi! 「男なんか大っ嫌い」 - Otoko nanka daikkirai | 12 ottobre 2024  | 12 ottobre 2024  |
| 2  | Akane e Ranma, nonostante gli attriti, sono costretti ad andare a scuola insieme. Lungo il tragitto, Ranma si bagna accidentalmente e si trasforma in ragazza; Akane decide allora di procurargli dell'acqua calda alla vicina clinica del dottor Ono Tofu, un abile chiropratico per cui Akane ha una cotta, sebbene sia più grande di lei. Di nuovo ragazzo e giunti a scuola, Ranma scopre perché Akane odia così tanto gli uomini: ogni mattina è costretta ad affrontare una schiera di studenti che vogliono sconfiggerla per poter uscire con lei. Il più ostinato è Tatewaki Kuno, un loro senpai e capitano del club di kendō, che entra subito in conflitto con Ranma quando scopre che è ospite dai Tendo. La sua ostilità cresce ulteriormente quando Nabiki Tendo, la secondogenita e sua compagna di classe, gli rivela che Ranma e Akane sono promessi sposi. Kuno sfida il ragazzo nel bel mezzo del corridoio e quest'ultimo, per trovare un posto migliore dove combattere, salta da una finestra, senza accorgersi della piscina sottostante. Finendoci dentro, Ranma si trasforma in ragazza e cerca di filarsela nuotando sotto il corpo di Kuno, che ha momentaneamente perso i sensi una volta entrato a contatto con l'acqua. Ripresosi, Kuno afferra Ranma ma, accorgendosi del suo seno, pensa di avere tra le braccia una persona diversa e che l'avversario sia quindi scappato. Intanto, Ranma riesce a sfuggire alla sua presa e si rifugia su un albero. Akane gli porta dell'acqua calda e, per prendere tempo, sfida Kuno ma, alla fine, è proprio Ranma, ancora trasformato in ragazza, a metterlo al tappeto. Kuno, ancora ignaro del fatto che le due versioni di Ranma siano la stessa persona, invia così un invito alla cosiddetta "ragazza con il codino". Ranma, credendo che si tratti di una rivincita, si presenta a lui nella sua forma femminile, ma con sua sorpresa, Kuno si dichiara a lui. |                  |                  |
| 3  | È innamorato di un'altra! 「好きな人がいるんだから」 - Suki na hito ga irun dakara | 19 ottobre 2024  | 19 ottobre 2024  |
| 3  | Kuno ha deciso di voler corteggiare sia Akane che la "ragazza col codino" e Nabiki cerca di approfittarne vendendogli foto di entrambe per guadagnare soldi; inoltre, spiega al compagno che, se vuole fare un regalo alla ragazza, deve darlo direttamente a Ranma. Dato che nemmeno quando il ragazzo si trasforma davanti ai suoi occhi Kuno sembra capire, Nabiki prova a spiegargli la situazione; le sue parole sono talmente ambigue, però, che il ragazzo fraintende e se la prende ulteriormente. Durante lo scontro che ne segue, Ranma riesce a mettere al tappeto l'avversario con un colpo solo e scopre per caso le foto in suo possesso. Facendo commenti inopportuni sulla poca sensualità di Akane, la ragazza lo riempie di botte e Ramna è quindi costretto a farsi curare dal dottor Tofu. Mentre i due giovani lasciano la clinica, il chiropratico chiede al ragazzo di essere più gentile con Akane e di nascosto gli inibisce temporaneamente le gambe, in modo che la ragazza sia costretta a portare Ranma in groppa e lui ne possa quindi comprendere meglio la gentilezza. Il giorno dopo, a scuola, gli spasimanti di Akane scoprono della sconfitta di Kuno e decidono di arrendersi al fidanzamento, tutti tranne Kuno stesso, che prova a corteggiare sia Akane che Ranma ragazza. Durante l'ora di ginnastica, Ranma inizia ad accorgersi che Akane è forse più carina di quanto pensasse prima e, distratto dal pensiero della sua situazione col dottor Tofu, viene accidentalmente colpito in faccia da una pallina di baseball deviata proprio dalla ragazza. Di nuovo dal dottore, qualcuno chiama affermando di star giungendo lì: si tratta della persona di cui è innamorato Tofu, vale a dire la sorella maggiore di Akane, Kasumi. Quando la ragazza arriva, il dottore inizia a comportarsi in modo visibilmente più goffo e Akane, consapevole dei veri sentimenti dell'uomo, ci resta male. Tornati a casa, Ranma cerca di tirarla su di morale e i due si allenano anche insieme. Durante la sfida, Ranma dice ad Akane che quando sorride è carina. |                  |                  |
| 4  | All'inseguimento di Ranma 「乱馬を追って来た男」 - Ranma wo otte kita otoko | 26 ottobre 2024  | 26 ottobre 2024  |
| 4  | Al liceo Furinkan si presenta Ryoga Hibiki, un vecchio compagno di classe di Ranma con un pessimo senso dell'orientamento. I due si sarebbero dovuti sfidare tempo fa, ma Ryoga si perse andando nel luogo della sfida e intanto Ranma era partito per la Cina. Il ragazzo afferma di essere lì per vendicarsi di Ranma e lo sfida. Le sorelle Tendo provano a chiedere al ragazzo col codino quale possa essere il motivo di tanto astio e lui pian piano inizia a ricordare una serie di eventi durante l'ora di pranzo in cui gli rubava sempre l'ultimo pasto rimasto. Passa una settimana e il giorno della sfida arriva. Ranma prova a risolvere il problema regalando i pasti rubati durante l'ora di pranzo, ma Ryoga afferma che il motivo del suo astio è un altro. Il duello comincia e Ryoga attacca violentemente Ranma, che però non sembra troppo preoccupato, anche quando Akane scopre che l'ombrello che usava Ryoga è pesantissimo e dunque la sua forza è spropositata. Dopo che però viene tagliata la sua casacca, Ryoga lo definisce "femminuccia" e Ranma si arrabbia e inizia a fare sul serio, ma durante un colpo distrugge delle fontane e si trasforma. Ranma spiega al suo avversario che quindi anche lui a dei problemi, ma il ragazzo lo reputa un problema di poco conto e continua ad attaccare con le sue bandane taglienti. Ranma si concentra a salvare Akane che si trovava nei paraggi, ma l'imbarazzo reciproco li fa litigare pesantemente. Durante uno sfogo di Akane, la cintura rotante di Ryoga che Ranma aveva calciato via poco fa, taglia di netto i lunghi capelli della ragazza. |                  |                  |
| 5  | Non sei per niente carina! 「かわいくねえ」 - Kawaikunē | 2 novembre 2024  | 2 novembre 2024  |
| 6  | Kodachi la rosa nera 「黒バラの小太刀」 - Kuro bara no Kodachi | 9 novembre 2024  | 9 novembre 2024  |
| 7  | Un match bollente 「熱闘新体操」 - Netto shintaisō | 16 novembre 2024 | 16 novembre 2024 |
| 8  | Cara Charlotte 「愛しのシャルロット」 - Itoshi no Sharurotto | 23 novembre 2024 | 23 novembre 2024 |
| 9  | Non ti lascio 「この手ははなさない」 - Kono te ha hanasanai | 30 novembre 2024 | 30 novembre 2024 |
| 10 | Il bacio della morte 「死の接吻」 - Shi no seppun | 7 dicembre 2024  | 7 dicembre 2024  |
| 11 | Wo ai ni 「我爱你」 - Uō ai nī | 14 dicembre 2024 | 14 dicembre 2024 |
| 12 | Shampoo letale 「必殺シャンプー」 - Hissatsu shanpū | 21 dicembre 2024 | 21 dicembre 2024 |